# Apsil pennata
Apsil pennata är en tvåvingeart som beskrevs av Malloch 1934. Apsil pennata ingår i släktet Apsil och familjen husflugor. Inga underarter finns listade i Catalogue of Life.